# Leichtathletik-Weltmeisterschaften der Behinderten 2013/Teilnehmer (Schweiz)
| stlisierte Goldmedaille | stlisierte Silbermedaille | stlisierte Bronzemedaille |
| ----------------------- | ------------------------- | ------------------------- |
| 6                       | 5                         | 3                         |

Von Swiss Paralympic, dem Schweizerischen Paralympischen Komitee, wurde eine aus 8 Sportlern und 6 Sportlerinnen bestehende Delegation zu den Leichtathletik-Weltmeisterschaften der Behinderten 2013 entsandt, die 14 Medaillen errang.

## Ergebnisse

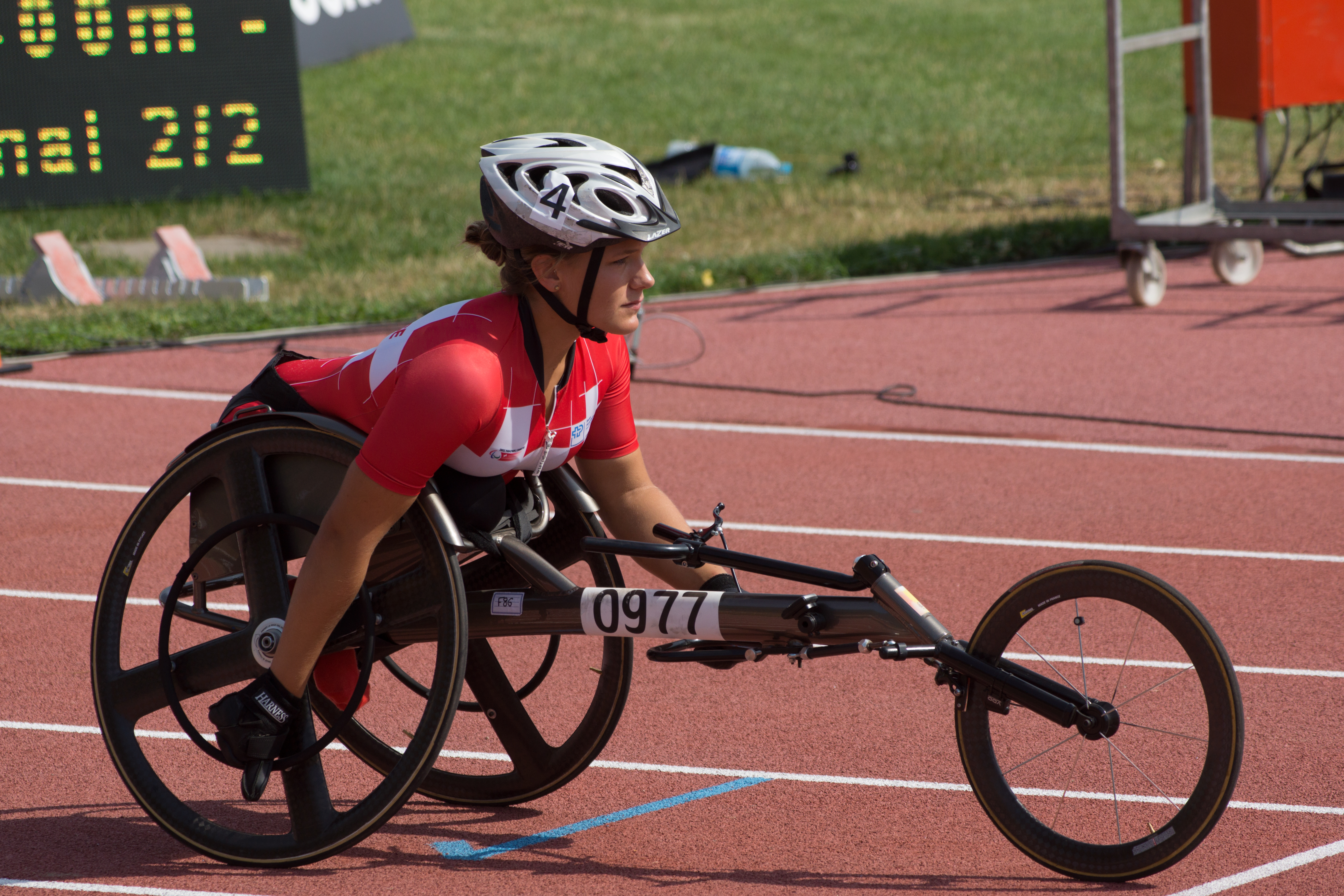
Catherine Debrunner 2013 bei den Weltmeisterschaften in Lyon

### Frauen
| Athletinnen            | Wettbewerb                 | Vorlauf / Vorkampf | Vorlauf / Vorkampf | Halbfinale      | Halbfinale | Finale             | Finale |
| Athletinnen            | Wettbewerb                 | Zeit / Weite       | Rang               | Zeit / Weite    | Rang       | Zeit / Weite       | Rang   |
| ---------------------- | -------------------------- | ------------------ | ------------------ | --------------- | ---------- | ------------------ | ------ |
| Catherine Debrunner    | 100 m Rennrollstuhl T53    | –                  | –                  | 18,05 s SB      | 3          | 18,62 s            | 5      |
| Catherine Debrunner    | 200 m Rennrollstuhl T53    | –                  | –                  | 32,36 s SB      | 3          | 32,33 s SB         | 5      |
| Alexandra Helbling     | 200 m Rennrollstuhl T54    | –                  | –                  | 31,99 s SB      | 4          | 31,82 s SB         | 6      |
| Catherine Debrunner    | 400 m Rennrollstuhl T54    | –                  | –                  | 59,24 s PB      | 2          | 58,35 s PB         | 5      |
| Alexandra Helbling     | 400 m Rennrollstuhl T54    | –                  | –                  | 1:00,05 min PB  | 5          | nicht qualifiziert | 9      |
| Manuela Schär          | 400 m Rennrollstuhl T54    | –                  | –                  | 56,88 s SB      | 2          | 55,34 s PB         |        |
| Edith Wolf-Hunkeler    | 400 m Rennrollstuhl T54    | –                  | –                  | 56,68 s SB      | 1          | 56,67 s            | 4      |
| Alexandra Helbling     | 800 m Rennrollstuhl T54    | –                  | –                  | 1:56,50 min SB  | 4          | 1:52,88 min PB     | 6      |
| Manuela Schär          | 800 m Rennrollstuhl T54    | –                  | –                  | 1:51,76 min     | 2          | 1:47,70 min AR     |        |
| Edith Wolf-Hunkeler    | 800 m Rennrollstuhl T54    | –                  | –                  | 1:51,57 min     | 1          | 1:49,46 min PB     |        |
| Alexandra Helbling     | 1500 m Rennrollstuhl T54   | –                  | –                  | 3:35,38 min     | 6          | nicht qualifiziert | 11     |
| Manuela Schär          | 1500 m Rennrollstuhl T54   | –                  | –                  | 3:27,43 min PB  | 2          | 3:34,92 min        | 5      |
| Edith Wolf-Hunkeler    | 1500 m Rennrollstuhl T54   | –                  | –                  | 3:27,65 min PB  | 4          | 3:34,39 min        |        |
| Sandra Graf            | 5000 m Rennrollstuhl T54   | –                  | –                  | 12:07,95 min    | 2          | 12:11,62 min       | 9      |
| Manuela Schär          | 5000 m Rennrollstuhl T54   | –                  | –                  | 11:51,98 min CR | 1          | 12:08,33 min       |        |
| Edith Wolf-Hunkeler    | 5000 m Rennrollstuhl T54   | –                  | –                  | 11:52,20 min    | 3          | 12:08,41 min       |        |
| Sandra Graf            | Marathon Rennrollstuhl T54 | –                  | –                  | –               | –          | DNF                | –      |
| Patricia Keller-Eachus | Marathon Rennrollstuhl T54 | –                  | –                  | –               | –          | 2:04:06 h          | 6      |
| Manuela Schär          | Marathon Rennrollstuhl T54 | –                  | –                  | –               | –          | 1:49:45 h          |        |
| Edith Wolf-Hunkeler    | Marathon Rennrollstuhl T54 | –                  | –                  | –               | –          | 1:49:46 h          |        |

### Männer
| Athleten         | Wettbewerb                 | Vorlauf / Vorkampf | Vorlauf / Vorkampf | Halbfinale      | Halbfinale | Finale             | Finale |
| Athleten         | Wettbewerb                 | Zeit / Weite       | Rang               | Zeit / Weite    | Rang       | Zeit / Weite       | Rang   |
| ---------------- | -------------------------- | ------------------ | ------------------ | --------------- | ---------- | ------------------ | ------ |
| Philipp Handler  | 100 m T13                  | –                  | –                  | 11,29 s PB      | 5          | 11,30 s            | 6      |
| Christoph Bausch | 100 m T44                  | –                  | –                  | 11,66 s PB      | 4          | 11,88 s            | 8      |
| Philipp Handler  | 200 m T13                  | –                  | –                  | 22,91 s PB      | 3          | nicht qualifiziert | 9      |
| Christoph Bausch | 200 m T44                  | –                  | –                  | 23,51 s AR      | 3          | 23,68 s            | 7      |
| Bojan Mitic      | 100 m Rennrollstuhl T34    | –                  | –                  | 16,43 s AR      | 2          | 16,75 s            | 4      |
| Beat Bösch       | 100 m Rennrollstuhl T52    | –                  | –                  | –               | –          | 18,24 s            | 4      |
| Beat Bösch       | 200 m Rennrollstuhl T52    | –                  | –                  | 33,44 s         | 2          | 33,28 s            | 4      |
| Bojan Mitic      | 200 m Rennrollstuhl T34    | –                  | –                  | 29,36 s PB      | 4          | 32,60 s            | 6      |
| Beat Bösch       | 400 m Rennrollstuhl T52    | –                  | –                  | 1:04,97 min SB  | 4          | 1:07,58 min        | 7      |
| Bojan Mitic      | 400 m Rennrollstuhl T34    | –                  | –                  | 57,78 s PB      | 4          | 57,91 s            | 7      |
| Marcel Hug       | 400 m Rennrollstuhl T54    | –                  | –                  | 47,64 s SB      | 1          | 47,15 s CR         |        |
| Bojan Mitic      | 800 m Rennrollstuhl T34    | –                  | –                  | –               | –          | 1:55,03 min        | 6      |
| Marcel Hug       | 800 m Rennrollstuhl T54    | –                  | –                  | 1:35,85 min CR  | 1          | 1:38,04 min        |        |
| Marcel Hug       | 1500 m Rennrollstuhl T54   | –                  | –                  | 2:59,96 min CR  | 1          | 3:08,16 min        |        |
| Marcel Hug       | 5000 m Rennrollstuhl T54   | –                  | –                  | 10:58,74 min    | 1          | 10:20,16 min CR    |        |
| Tobias Lötscher  | 5000 m Rennrollstuhl T54   | –                  | –                  | 10:27,94 min SB | 7          | 11:29,02 min       | 10     |
| Marcel Hug       | 10.000 m Rennrollstuhl T54 | –                  | –                  | –               | –          | 23:04,75 min       |        |
| Tobias Lötscher  | 10.000 m Rennrollstuhl T54 | –                  | –                  | –               | –          | 23:06,79 min SB    | 5      |
| Heinz Frei       | Marathon Rennrollstuhl T54 | –                  | –                  | –               | –          | 1:32:27 h          | 4      |
| Marcel Hug       | Marathon Rennrollstuhl T54 | –                  | –                  | –               | –          | 1:28:44 h          |        |
| Tobias Lötscher  | Marathon Rennrollstuhl T54 | –                  | –                  | –               | –          | 1:38:53 h          | 11     |
| Cornel Villiger  | Marathon Rennrollstuhl T54 | –                  | –                  | –               | –          | 1:44:22 h          | 14     |